# Graphopédagogie
La graphopédagogie (en grec ancien : γράφειν / graphein : « écrire », παιδαγωγία / paidagogia, « éducation des enfants ») est une méthode récente de rééducation du geste d'écriture manuscrite. Elle est pratiquée par des professionnels spécialisés, les graphopédagogues.  La méthode s’adresse aux enfants, adolescents et adultes qui présentent par exemple un ou plusieurs des signes suivants : illisibilité, absence de fluidité, lenteur gênant la scolarité, tenue de crayon douloureuse, dystonie fonctionnelle de la main (« crampe de l’écrivain »).
La graphopédagogie s’appuie initialement sur les travaux de Julian de Ajuriaguerra (neuropsychiatre, spécialiste de la psychiatrie de l’enfant), lesquels ont permis d’établir une définition de la dysgraphie, sur ceux de Marguerite Auzias, et ceux portant sur l'impact de la non intégration des réflexes archaïques.
Les recherches de Danièle Dumont, notamment sur la modélisation des formes de base de l'écriture, ainsi que celles de Jean-Pierre Bleton (kinésithérapeute à l'hôpital Rotschild, Paris) sur la dystonie, ont contribué ensuite à construire la méthode de rééducation graphopédagogique, qui s'appuie également sur les apports des chercheurs en neurosciences (par exemple Jean-Luc Velay, Marieke Longcamp, Denis Alamargot).
La graphopédagogie n’étant pas une profession paramédicale, le graphopédagogue n’établit pas de diagnostic éventuel de dysgraphie. 